# Kamrup

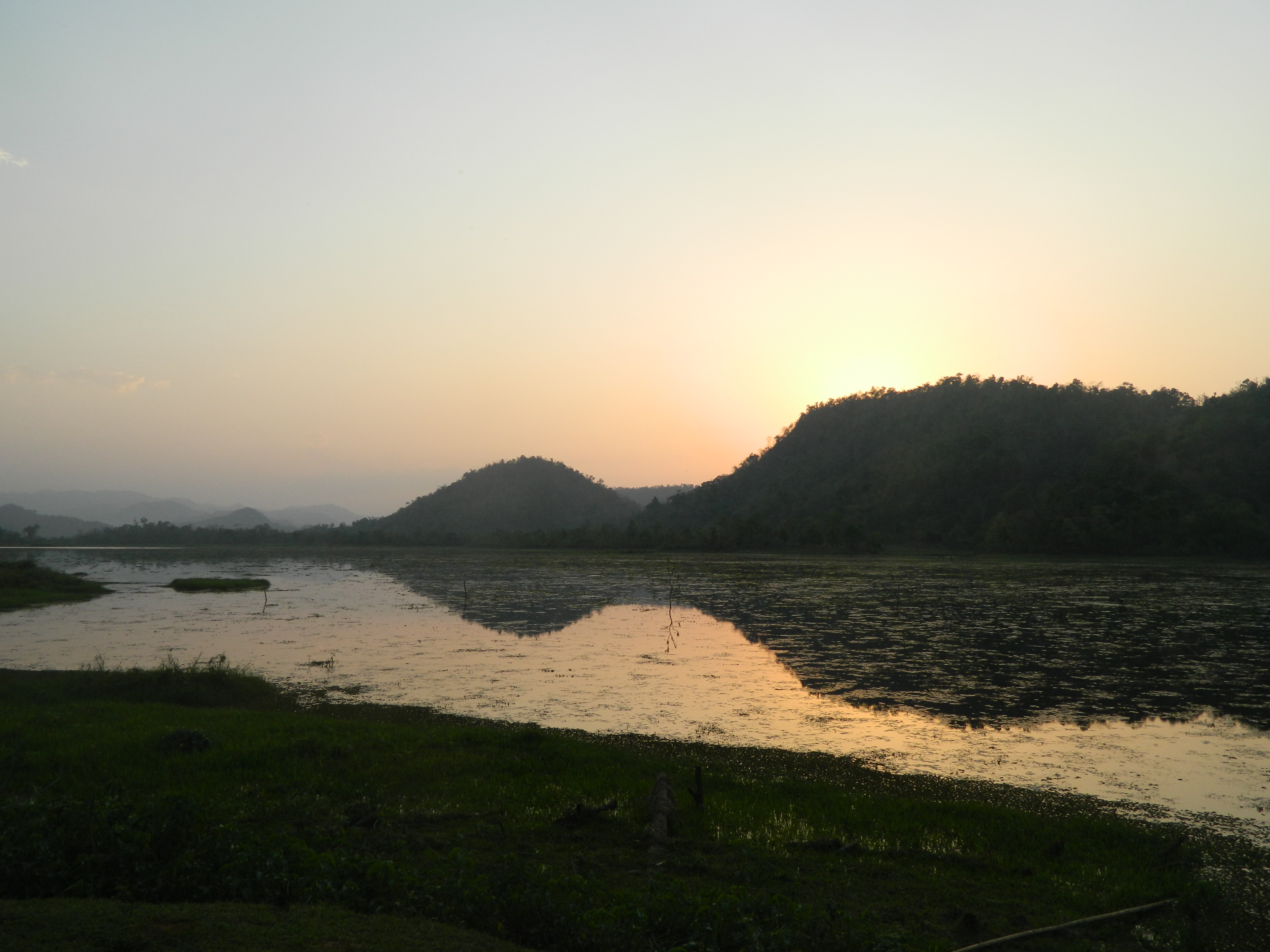
Landschaft im Distrikt

Kamrup ist ein Distrikt im indischen Bundesstaat Assam. Sitz der Verwaltung ist die Stadt Amingaon (Teil von Guwahati).

## Geografie
Der Distrikt liegt im Westen von Assam. Er grenzt im Norden an den Distrikt Baksa, im Osten an den Distrikt Darrang, im Südosten an den
Distrikt Kamrup Metropolitan, im Süden an den indischen Bundesstaat Meghalaya, im Südwesten an den Distrikt Goalpara sowie im Westen an die Distrikte Barpeta und Nalbari.
Der Distrikts liegt überwiegend in der Tiefebene von Assam. Ganz im Norden des Distrikts sind Ausläufer der Vorgebirge des Himalaya. Und ganz im Süden des Distrikts liegen Ausläufer der Khasi Hills. Die Fläche beträgt 3105 km².

## Geschichte
Der Distrikt Kamrup teilt die Geschichte mit den Nachbardistrikten. Zuerst gehörte er von 350 bis 1140 zum Reich Kamarupa, später zum Königreich Kamata. Von 1498 bis 1515 gehörte das Gebiet zum Sultanat von Bengalen. Ab 1515 wurde es durch die Dynastie Koch regiert. Ein Familienzweig dieser Königsfamilie verwaltete das Gebiet von 1587 bis 1612. Danach war es bis 1658 Teil des Mogulreichs. Zwischen 1658 und 1681 wechselte die Region wegen der Kriege zwischen dem Mogulreich und dem Königreich Ahom mehrfach den Besitzer. Ab 1681 bis 1816 gehörte es zu diesem Königreich. Ab 1816 stand das Gebiet unter starkem Einfluss von Birma. Nach dem Ersten Anglo-Birmanischen Krieg kam die Region nach dem Vertrag von Yandaboo unter die Herrschaft der Britischen Ostindien-Kompanie. Diese schuf 1836 den Distrikt Kamrup, der das Gebiet der heutigen Distrikte Bajali, Baksa, Barpeta, Kamrup, Kamrup Metropolitan, Nalbari und Tamulpur abdeckte. Bis 1983 blieb dieser ungeteilte Bezirk bestehen. Seit 2004 besteht der Distrikt Kamrup in heutigem Umfang.

## Bevölkerung

### Übersicht
Die Einwohnerzahl lag bei 1.517.542 (2011). Die Bevölkerungswachstumsrate im Zeitraum von 2001 bis 2011 betrug 15,69 %. Kamrup hat ein Geschlechterverhältnis von 949 Frauen pro 1000 Männer und damit einen für Indien häufigen Männerüberschuss. Der Distrikt hatte 2011 eine Alphabetisierungsrate von 75,55 %, eine Steigerung um knapp 8 Prozentpunkte gegenüber dem Jahr 2001. Die Alphabetisierung liegt damit leicht über dem nationalen Durchschnitt. Knapp 57,8 % der Bevölkerung sind Hindus, ca. 39,7 % sind Muslime, ca. 2,2 % sind Christen, ca. 0,1 % sind Jainas und ca. 0,2 % gaben keine Religionszugehörigkeit an oder praktizierten andere Religionen. 13,2 % der Bevölkerung sind Kinder unter 6 Jahre. Im Distrikt leben verschiedene indigene Völker Assams. Die Mehrheitssprache ist der Kamrup-Dialekt der Assamesischen Sprache.
Knapp 9,4 % der Bevölkerung leben in Städten.

### Einwohnerentwicklung
In den ersten Jahrzehnten des 20. Jahrhunderts wuchs die Bevölkerung bereits stark. Dies trotz Seuchen, Krankheiten und Hungersnöten. Seit der Unabhängigkeit Indiens hält die starke Bevölkerungszunahme weiterhin an. Während die Bevölkerung in der ersten Hälfte des 20. Jahrhunderts um rund 82 % zunahm, betrug das Wachstum in den fünfzig Jahren zwischen 1961 und 2011 154 %. Die Bevölkerungszunahme zwischen 2001 und 2011 lag bei 15,69 % oder rund 206.000 Menschen. Offizielle Bevölkerungsstatistiken der heutigen Gebiete sind seit 1901 bekannt und veröffentlicht. Grund für die ungewöhnlich starke Zunahme der Bevölkerung ab 1901 war lange Zeit die Zuwanderung ins dünn besiedelte Gebiet. Heutzutage ist es der Geburtenüberhang. Die Entwicklung verdeutlicht folgende Tabelle:
| Jahr      | 1901    | 1911    | 1921    | 1931    | 1941    | 1951    | 1961    | 1971    | 1981    | 1991      |
| Einwohner | 273.945 | 304.339 | 325.816 | 356.369 | 424.814 | 497.763 | 598.357 | 804.775 | k. Ang. | 1.091.651 |

### Bedeutende Orte
Im Distrikt gibt es 16 Orte, die als Städte (towns und notified towns) gelten. In diesen Städten wohnen insgesamt 147.376 Menschen oder 9,71 % der Distriktsbevölkerung. Die vier Städte mit mehr als 10.000 Einwohnern sind:

### Volksgruppen
In Indien teilt man die Bevölkerung in die drei Kategorien general population, scheduled castes und scheduled tribes ein. Die scheduled castes (anerkannte Kasten) mit (2011) 107.827 Menschen (7,11 Prozent der Bevölkerung) werden heutzutage Dalit genannt (früher auch abschätzig Unberührbare betitelt). Die scheduled tribes sind die anerkannten Stammesgemeinschaften mit (2011) 182.038 Menschen (12,00 Prozent der Bevölkerung), die sich selber als Adivasi bezeichnen. Zu ihnen gehören in Assam 23 Volksgruppen. Die Rabha (91.034 Personen oder 6,00 % der Distriktsbevölkerung) sind die weitaus stärkste Stammesgemeinschaft im Distrikt. Weitere bedeutende Gruppen sind die Bodo (auch Boro genannt) (51.885 Personen oder 3,42 % der Distriktsbevölkerung) und Garo (26.037 Personen oder 1,72 % der Distriktsbevölkerung). Die Anteile der scheduled tribes sind in den Subdistrikten sehr unterschiedlich. Die niedrigsten Anteile haben die Subdistrikte Nagarbera (0,16 %), Goroimari (0,18 %) und Chamaria (0,31 %). Die Subdistrikte Boko (63,18 %), Chhaygaon (38,17 %), North Guwahati (Pt) (16,96 %) und Palasbari (16,47 %) haben die höchsten Anteile an Personen von anerkannten Stammesgemeinschaften.

### Bevölkerung des Distrikts nach Sprachen
Die Bevölkerung des Distrikts Kamrup ist sprachlich stark gemischt. Mit Assami (74,41 %), Bengali (19,92 %), Garo (1,86 %), Bodo/Boro (1,44 %) und Hindi (1,25 %) gibt es fünf Sprachgruppen mit jeweils mehr als 10.000 Muttersprachlern. Kleinere Sprachgruppen mit mehr als 1.000 Muttersprachlern sind Rabha, Nepali und Khasi.
Assami ist in allen zwölf Subdistrikten stark vertreten. In neun der zwölf Subdistrikte sogar als Mehrheitssprache. Hochburgen sind die Subdistrikte Koya (99,47 % Anteil an der dortigen Bevölkerung), Kamalpur (98,08 % Anteil an der dortigen Bevölkerung) und Goreswar (94,84 % Anteil an der dortigen Bevölkerung).
Bengali folgt an zweiter Stelle. Viele Muttersprachler von Bengali sind Zugewanderte aus Bangladesch. In drei von zwölf Subdistrikten sind Menschen mit Bengali als Muttersprache sogar in der Mehrheit. Dies sind die Subdistrikte Chamaria (81,73 % Anteil an der dortigen Bevölkerung), Goroimari (77,94 % Anteil an der dortigen Bevölkerung) und Nagarbera (56,72 % Anteil an der dortigen Bevölkerung). Auch in den Subdistrikten Chhaygaon, Hajo, Palasbari und Rangia ist Bengali stark verbreitet.
Garo hat seine Hochburgen in den Subdistrikten Boko (13,60 % Anteil an der dortigen Bevölkerung) und Chhaygaon (7,87 % Anteil an der dortigen Bevölkerung). Die Hochburgen von Bodo/Boro sind die Subdistrikte Rangia (5,96 % Anteil an der dortigen Bevölkerung), North Guwahati (4,97 % Anteil an der dortigen Bevölkerung) und Boko (4,23 % Anteil an der dortigen Bevölkerung). Von den anderen Sprachen konzentriert sich Hindi auf die Subdistrikte Chamaria (7,26 % Anteil an der dortigen Bevölkerung) und Rangia (2,43 % Anteil an der dortigen Bevölkerung), Rabha auf die Subdistrikte Palasbari (2,10 % Anteil an der dortigen Bevölkerung) und Boko (1,82 % Anteil an der dortigen Bevölkerung). Nepali und Khasi haben ihre Hochburgen im Subdistrikt Boko. Die weitverbreitetsten Einzelsprachen zeigt die folgende Tabelle:
| Jahr                                   | Assami    | Assami | Bengali | Bengali | Garo   | Garo | Boro   | Boro | Hindi  | Hindi | Rabha | Rabha | Nepali | Nepali | Khasi | Khasi | Gesamt    | Gesamt   |
| Jahr                                   | Zahl      | %      | Zahl    | %       | Zahl   | %    | Zahl   | %    | Zahl   | %     | Zahl  | %     | Zahl   | %      | Zahl  | %     | Zahl      | %        |
| -------------------------------------- | --------- | ------ | ------- | ------- | ------ | ---- | ------ | ---- | ------ | ----- | ----- | ----- | ------ | ------ | ----- | ----- | --------- | -------- |
| 2011                                   | 1.129.161 | 74,41  | 301.848 | 19,89   | 28.232 | 1,86 | 21.869 | 1,44 | 17.826 | 1,17  | 7.692 | 0,51  | 4.635  | 0,31   | 1.331 | 0,09  | 1.517.542 | 100,00 % |
| Quelle: Ergebnis der Volkszählung 2011 |           |        |         |         |        |      |        |      |        |       |       |       |        |        |       |       |           |          |

### Bevölkerung des Distrikts nach Bekenntnissen
Eine Mehrheit der Einwohnerschaft sind Hindus. Daneben gibt es noch starke muslimische und christliche Minderheiten. Alle anderen Glaubensgemeinschaften stellen nur kleine Bevölkerungsanteile. Seit der Unabhängigkeit Indiens ist der Anteil der Muslime im Distrikt stetig gewachsen. Dies durch Zuwanderung von Muslimen aus Bangladesch.
Die Hindus stellen in neun der zwölf Subdistrikte die Mehrheit. Hinduistische Minderheiten finden sich in den Subdistrikten Goroimari (6,46 % Anteil an der dortigen Bevölkerung), Chamaria (15,61 % Anteil an der dortigen Bevölkerung) und Nagarbera (25,59 % Anteil an der dortigen Bevölkerung). Hochburgen des Hinduismus sind die Subdistrikte Palasabari (83,93 % Anteil an der dortigen Bevölkerung), Boko (77,59 % Anteil an der dortigen Bevölkerung), Chhaygaon (77,54 % Anteil an der dortigen Bevölkerung) und Kamalpur (74,01 % Anteil an der dortigen Bevölkerung).
Die Muslime sind mit Ausnahme der Subdistrikte Boko (7,07 % Anteil an der dortigen Bevölkerung) und Chhaygaon (13,73 % Anteil an der dortigen Bevölkerung) überall von Bedeutung. Muslimische Mehrheiten haben die Subdistrikte Goroimari (93,31 % Anteil an der dortigen Bevölkerung), Chamaria (84,28 % Anteil an der dortigen Bevölkerung) und Nagarbera (74,28 % Anteil an der dortigen Bevölkerung). Die Christen haben ihre Hochburgen in den Subdistrikten Boko (15,17 % Anteil an der dortigen Bevölkerung) und Chhaygaon (8,27 % Anteil an der dortigen Bevölkerung). Alle anderen Glaubensgemeinschaften erreichen in keinem Subdistrikt eine Wert von 0,50 % oder mehr. Die genaue religiöse Zusammensetzung der Bevölkerung zeigt folgende Tabelle:
| Jahr                                   | Buddhisten | Buddhisten | Christen | Christen | Hindus  | Hindus | Jainas | Jainas | Muslime | Muslime | Sikhs | Sikhs | Andere | Andere | keine Angaben | keine Angaben | Gesamt    | Gesamt   |
| Jahr                                   | Zahl       | %          | Zahl     | %        | Zahl    | %      | Zahl   | %      | Zahl    | %       | Zahl  | %     | Zahl   | %      | Zahl          | %             | Zahl      | %        |
| -------------------------------------- | ---------- | ---------- | -------- | -------- | ------- | ------ | ------ | ------ | ------- | ------- | ----- | ----- | ------ | ------ | ------------- | ------------- | --------- | -------- |
| 2011                                   | 185        | 0,01       | 33.297   | 2,19     | 877.495 | 57,82  | 1.330  | 0,09   | 601.784 | 39,66   | 319   | 0,02  | 55     | 0,00   | 3.077         | 0,20          | 1.517.542 | 100,00 % |
| Quelle: Ergebnis der Volkszählung 2011 |            |            |          |          |         |        |        |        |         |         |       |       |        |        |               |               |           |          |

### Geschlechterverteilung
Im Jahr 1901 hatte der Distrikt noch einen Frauenüberschuss. Danach – für Indien üblich – stets mehr männliche als weibliche Einwohner. Der hohe Männerüberschuss während der Kolonialzeit setzte sich nach der Unabhängigkeit noch fort. Doch in jüngster Zeit sinkt der Männerüberhang. Bei den jüngsten Bewohnern (200.061 Personen unter 7 Jahren) liegen die Anteile bei 101.716 Personen männlichen (50,84 Prozent) zu 98.345 Personen (49,16 Prozent) weiblichen Geschlechts.
| Verteilung der Bevölkerung nach Geschlecht im Distrikt Kamrup |                   |                   |                   |                   |                   |                   |                   |                   |                   |                   |                   |                   |
|                                                               | Volkszählung 1901 | Volkszählung 1901 | Volkszählung 1941 | Volkszählung 1941 | Volkszählung 1951 | Volkszählung 1951 | Volkszählung 1991 | Volkszählung 1991 | Volkszählung 2001 | Volkszählung 2001 | Volkszählung 2011 | Volkszählung 2011 |
| Anzahl                                                        | Anteil            | Anzahl            | Anteil            | Anzahl            | Anteil            | Anzahl            | Anteil            | Anzahl            | Anteil            | Anzahl            | Anteil            |                   |
| GESAMT                                                        | 273.945           | 100 %             | 424.814           | 100 %             | 497.763           | 100 %             | 1.091.651         | 100 %             | 1.311.698         | 100 %             | 1.517.542         | 100 %             |
| Männer                                                        | 136.170           | 49,70 %           | 225.045           | 52,97 %           | 266.277           | 53,59 %           | 567.385           | 51,97 %           | 678.310           | 51,71 %           | 778.461           | 51,30 %           |
| Frauen                                                        | 137.775           | 50,30 %           | 199.769           | 47,03 %           | 231.486           | 46,41 %           | 524.266           | 48,03 %           | 633.388           | 48,29 %           | 739.081           | 48,70 %           |

## Bildung
Dank bedeutender Anstrengungen steigt die Alphabetisierung. Sie liegt mittlerweile bei rund 75,5 % (2001 noch bei 67,7 %). Im städtischen Bereich können immerhin beinahe 93 Prozent der Männer lesen und schreiben. Auf dem Land bei den Frauen dagegen nur 68 Prozent. Typisch für indische Verhältnisse sind die starken Unterschiede zwischen den Geschlechtern und der Stadt-/Landbevölkerung. Dennoch liegen Höchstwert (Männer; Stadtbevölkerung) und Tiefstwert (Frauen; Landbevölkerung) selbst für indische Verhältnisse weit auseinander.
| Alphabetisierung im Distrikt Kamrup    |                   |                   |
| Einheit                                | Volkszählung 2011 | Volkszählung 2011 |
| Einheit                                | Anzahl            | Anteil            |
| GESAMT                                 | 995.319           | 75,55 %           |
| Männer                                 | 550.219           | 81,30 %           |
| Frauen                                 | 445.100           | 69,47 %           |
| STADT GESAMT                           | 113.537           | 87,89 %           |
| Stadt-Männer                           | 60.612            | 92,50 %           |
| Stadt-Frauen                           | 52.925            | 83,14 %           |
| LAND GESAMT                            | 881.782           | 74,21 %           |
| Land-Männer                            | 489.607           | 80,10 %           |
| Land-Frauen                            | 392.175           | 67,96 %           |
| Quelle: Ergebnis der Volkszählung 2011 |                   |                   |

## Verwaltung
Der Distrikt teilt sich heute in die zwölf Verwaltungsgebiete Boko, Chamaria, Chhaygaon, Goreswar (Pt), Goroimari, Hajo, Kamalpur, Koya, Nagarbera, North Guwahati (Pt), Palasbari und Rangia (Pt) auf.

## Wirtschaft
Die Wirtschaft des Distrikts Kamrup basiert in erster Linie auf der Landwirtschaft. Es wird Reis angebaut und Seide sowie Baumwolle produziert.